# Pojazd elektryczny

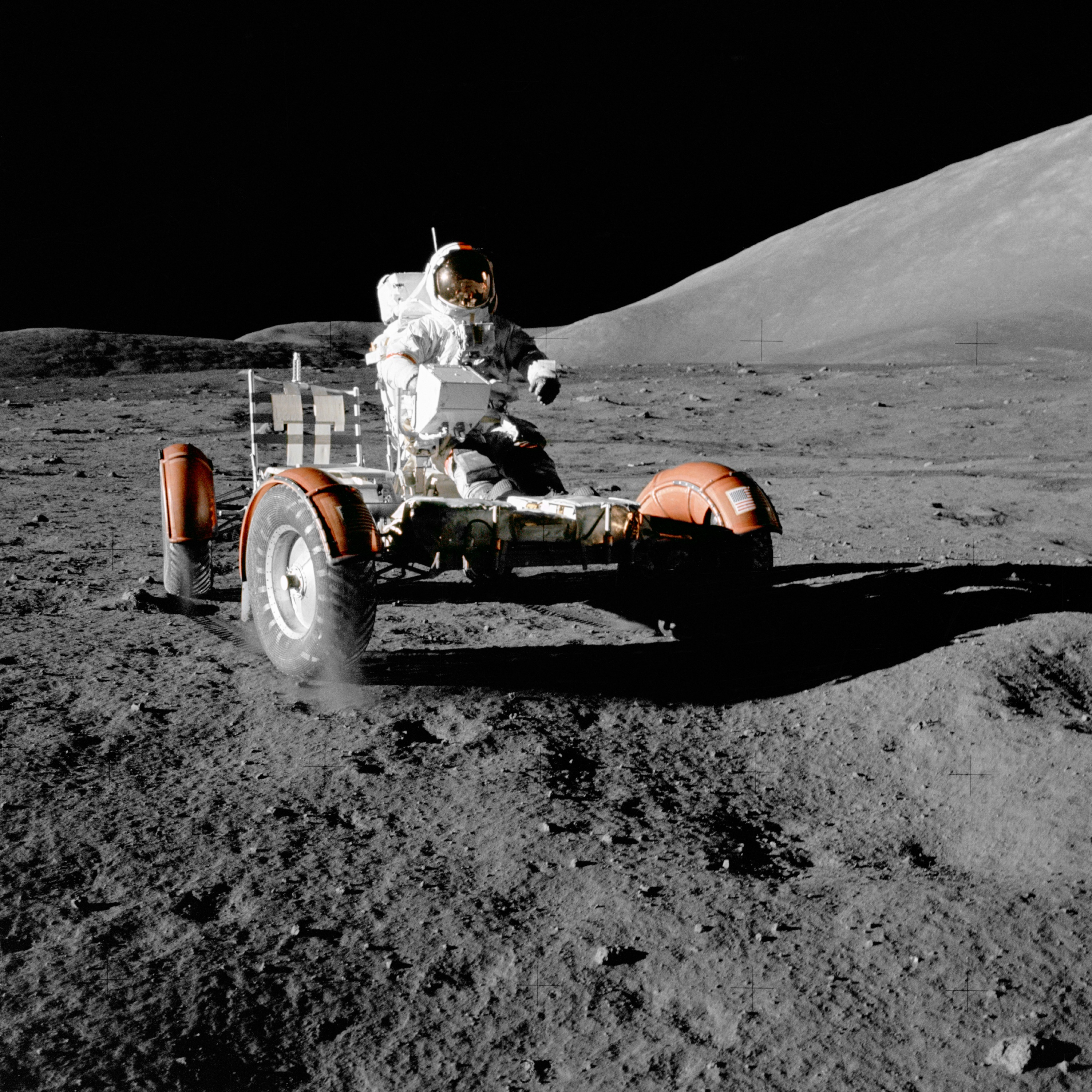
Eugene A. Cernan w pojeździe księżycowym (misja Apollo 17), rok 1972 – fot. Harrison Schmitt

Pojazd elektryczny – pojazd, wykorzystujący do napędu wyłącznie energię elektryczną akumulowaną przez podłączenie do zewnętrznego źródła zasilania.
Może to być np. rower elektryczny, hulajnoga elektryczna, elektryczne urządzenia transportu osobistego, samochód elektryczny, tramwaj, autobus elektryczny, trolejbus, elektryczny pojazd trakcyjny, posiadający jako napęd jeden lub więcej silników elektrycznych.

## Historia

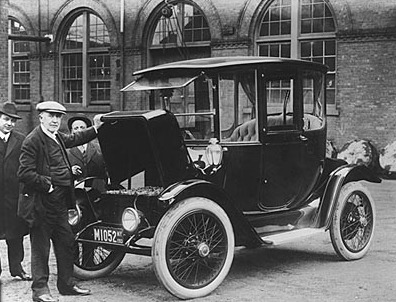
Samochód Detroit Electric Thomasa Edisona w 1914

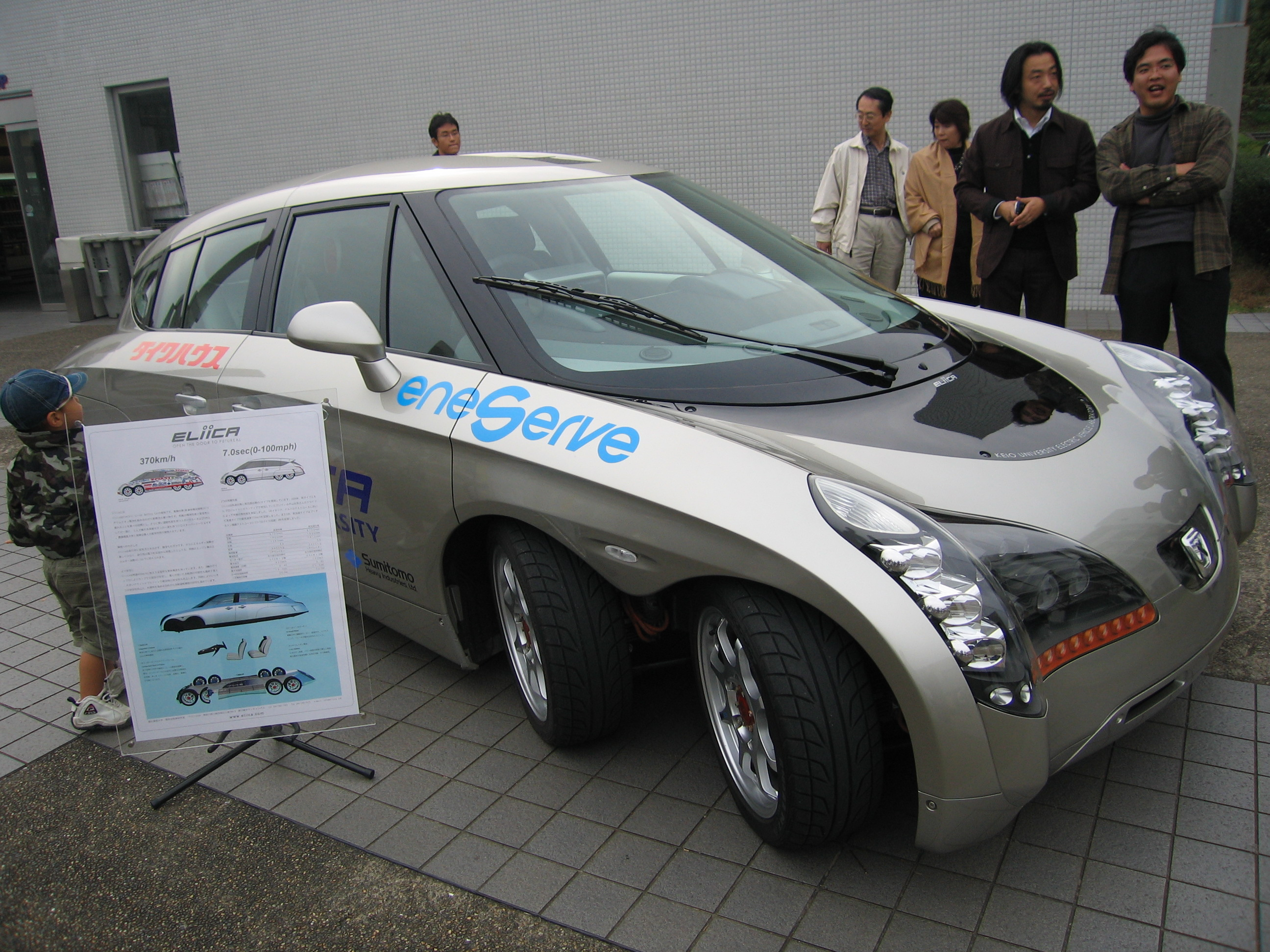
Eliica – elektryczny samochód zasilany akumulatorem litowo-jonowym

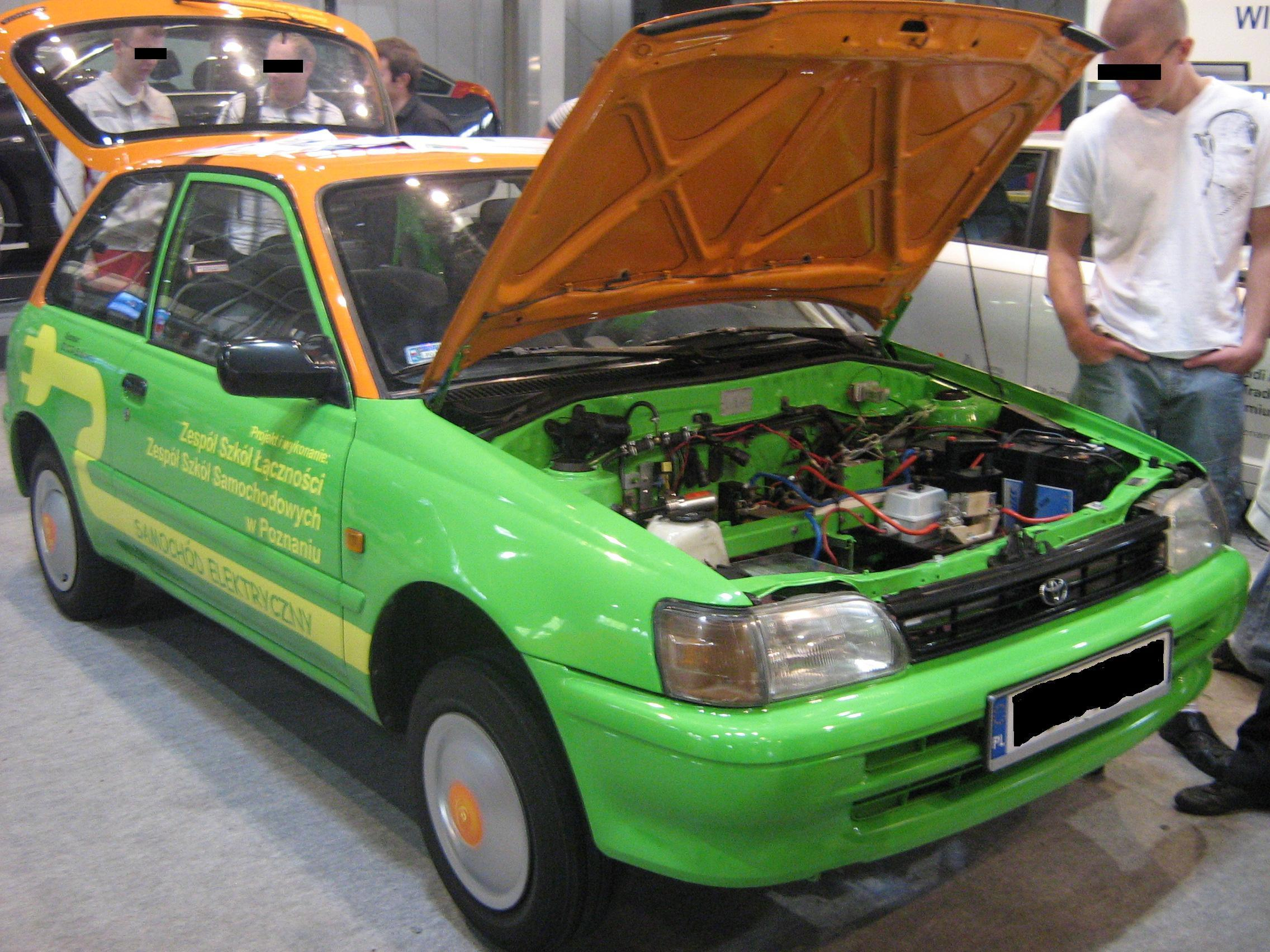
Prototyp elektrycznej Toyoty Starlet drugiej generacji zbudowany przez poznańskich studentów na TTM 2009 w Poznaniu

Pojazdy elektryczne były jednymi z pierwszych samochodów wykorzystywanych do przemieszczania się ludzi. Pomiędzy 1832 a 1839 szkocki biznesmen Robert Anderson zbudował pierwszy powóz elektryczny. W roku 1835 w Holandii profesor Sibrandus Stratingh Groningen zaprojektował elektryczny samochód, którego model w skali wykonał jego asystent Christopher Becker. Jako źródło napędu zastosowano tam ogniwo Volty. W podobnym czasie, w latach 1834–1836, prototyp pojazdu napędzanego energią elektryczną skonstruował amerykański kowal Thomas Davenport. W roku 1837 w Szkocji samochód elektryczny zaprezentował R. Davidson, w kolejnym roku Niemiec Moritz Jacobi skonstruował łódź napędzaną przez ogniwo Volty. Łatwiejsze konstruowanie pojazdów elektrycznych stało się możliwe, kiedy Francuz Gaston Planté w roku 1859 wynalazł w Belgii akumulator kwasowo-ołowiowy. Dziesięć lat później (w roku 1869) belgijski elektrotechnik Zénobe Gramme wynalazł komutator, a w 1871 roku powstał pierwszy elektryczny silnik napędzany prądem stałym. Planté i Gramme utorowali drogę dla rozwoju pojazdów elektrycznych. Francja i Wielka Brytania były pierwszymi państwami, które popierały powszechny rozwój pojazdów elektrycznych.
Do roku 1900, przed rozkwitem silników spalinowych, pojazdy elektryczne biły wiele rekordów prędkości i długości przebytych tras. Jednym z najbardziej godnych uwagi wydarzeń tamtych czasów było przekroczenie bariery prędkości 100 km/h przez Camille Jenatzy 29 kwietnia 1899. Natomiast pojazd elektryczny La Jamais Contente osiągnął maksymalną szybkość 105,88 km/h.
Pojazdy z napędem elektrycznym wyprodukowane przez Anthony’ego, Bakera, Detroita, Edisona, Studebakera, z początkiem XX wieku zostały wyparte z rynku przez pojazdy z silnikami spalinowymi. Główną przyczyną tego zjawiska były ograniczenia technologiczne ówczesnej techniki elektroenergetycznej, co powodowało, że pojazdy te rozwijały małe prędkości (około 32 km/h). Oferta producentów pojazdów elektrycznych w tamtych czasach skierowana była przede wszystkim do mieszkańców miast – szczególnie zamożnych ludzi. Oferowano je również jako pojazdy odpowiednie dla kobiet ze względu na łatwość obsługi, niski poziom emitowanego hałasu (brak „strzelającego” gaźnika) oraz czystość. Napęd elektryczny nie wymagał dużej siły fizycznej potrzebnej w przypadku rozruchu silnika spalinowego korbą i nie było też ryzyka połamania kończyn (również podczas rozruchu korbą). W 1913 roku wprowadzenie rozruszników elektrycznych przez Cadillaca uprościło proces zapłonu silników spalinowych, eliminując wszelkie zagrożenia dla obsługującego pojazd. Ta innowacja bezpośrednio przyczyniła się do spadku popularności pojazdów elektrycznych, podobnie jak zastosowanie do silników spalinowych chłodnicy, opracowanej w 1895 roku przez Panharda & Levassora. Zastosowanie chłodnicy umożliwiło zwiększenie czasu pracy silnika, co jednocześnie przełożyło się na zwiększenie zasięgu pojazdów z napędem spalinowym.
Pojazdy elektryczne popadły w niełaskę również z powodu masowej produkcji Forda T od 1908 do 1912 roku. Ciągły rozwój pojazdów z silnikami spalinowymi spowodował, iż stały się one bardziej praktyczne niż ich elektryczni konkurenci. Wpływ na utratę popularności pojazdów elektrycznych miała też konkurencja pomiędzy zwolennikami prądu zmiennego i stałego – Edisona. Ówczesne pojazdy z napędem elektrycznym do swojego działania wymagały zastosowania prądu stałego. Wytwarzanie prądu stałego wymaga użycia prostowników, które w ówczesnej fazie były na etapie wczesnego rozwoju. Braki technologiczne oraz rozwijające się lobby naftowe doprowadziły do prawie zupełnego upadku koncepcji pojazdów z napędem elektrycznym, ograniczając się do nielicznych konstrukcji stosowanych w przemyśle.
Rok 1947 okazał się punktem zwrotnym w historii pojazdów elektrycznych. Przyczyniło się do tego skonstruowanie pierwszego tranzystora w laboratoriach firmy Bell Telephone Laboratories. Wynalazcami byli John Bardeen, Walter Houser Brattain oraz William Bradford Shockley, za co otrzymali Nagrodę Nobla z fizyki w 1956.

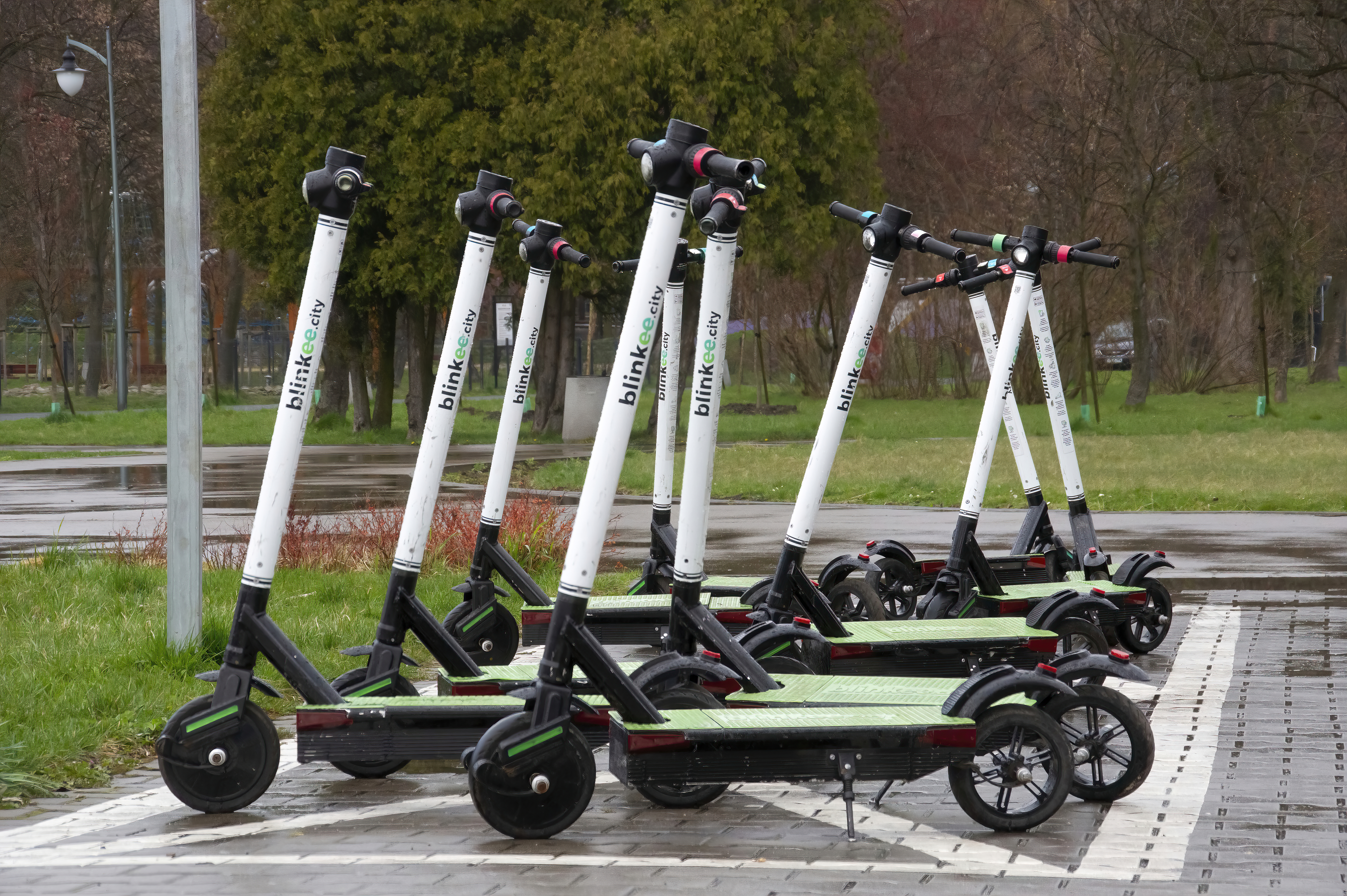
Hulajnogi elektryczne systemu Blinkee

Następnie połączenie sił Henney Motor Company coachwork division z National Union Electric Company, producenta baterii Exide, doprowadziło do powstania pierwszego samochodu elektrycznego opartego na technologii tranzystora. Model Henney Kilowatt wyprodukowano w dwóch konfiguracjach z obwodami 36 i 72 woltowymi. Modele z 72 woltami miały większą szybkość dochodzącą do 96 km/h i mogły poruszać się prawie godzinę na pojedynczym ładowaniu. Pomimo wprowadzenia ulepszonych rozwiązań w Henney Kilowatt produkcja pojazdów z napędem elektrycznym była zbyt droga, co doprowadziło do przerwania tego projektu w 1961 roku. Łączna liczba wyprodukowanych aut w latach 1958–1961 wyniosła poniżej 100 sztuk. Chociaż Henney Kilowatt nigdy nie osiągnął masowej produkcji, technologia oparta na bazie tranzystora przetarła szlak dla nowoczesnych pojazdów z napędem elektrycznym.
W latach 80. XX wieku nastąpiło ponowne odrodzenie pojazdów elektrycznych w USA dzięki preferencyjnej polityce podatkowej w tej sprawie. Pojazdy z napędem elektrycznym zostały uznane przez California Air Resources Board (CARB) za pojazdy nieemitujące zanieczyszczeń (ang. ZEV-zero emission vehicle). CARB ustawił roczną minimalną liczbę pojazdów z napędem elektrycznym, jakie mają być produkowane. Jednak rozporządzenie to zostało zawieszone ze względu na skargi producentów aut, iż ograniczenia tego typu są nieuzasadnione ekonomicznie ze względu na zapotrzebowania konsumentów. Producenci zdążyli jednak wyprodukować kilka samochodów dostosowanych do nowych przepisów, jak GM EV1, Honda EV Plus, czy Toyota RAV4 EV. Większość tych pojazdów była wynajmowana, a po zakończeniu umowy, kiedy CARB zdążył już zmienić rozporządzenie, samochody zostały zebrane i zniszczone.
Zgodnie z opinią Electric Drive Transportation Association w Stanach Zjednoczonych występuje ciągły wzrost liczby pojazdów napędzanych z baterii od ok. 56 000 w roku 2004 do ok. 76 000 w lipcu 2006 roku.
W 2017 roku ponad połowa sprzedanych samochodów w Norwegii to pojazdy elektryczne lub hybrydowe.
Liderami rynku samochodów elektrycznych w Europie są Renault Zoe oraz Nissan Leaf. Oba te modele utrzymują sporą przewagę nad rywalami. Trzecia pozycja, ale jeszcze na podium, należy do Tesli Model S. W przypadku autobusów elektrycznych, w okresie kilku ostatnich lat obserwuje się dynamiczny rozwój produkcji autobusów elektrycznych, jak również ich wykorzystanie w transporcie publicznym. Europejskim liderem w Europie wśród producentów pojazdów elektrycznych jest Solaris Bus & Coach (największa liczba zamówionych i dostarczonych autobusów z napędem elektrycznym – stan na 06.2018). Drugie miejsce zajmuje BYD/ADL, a trzecie VDL Bus & Coach.

### W Polsce

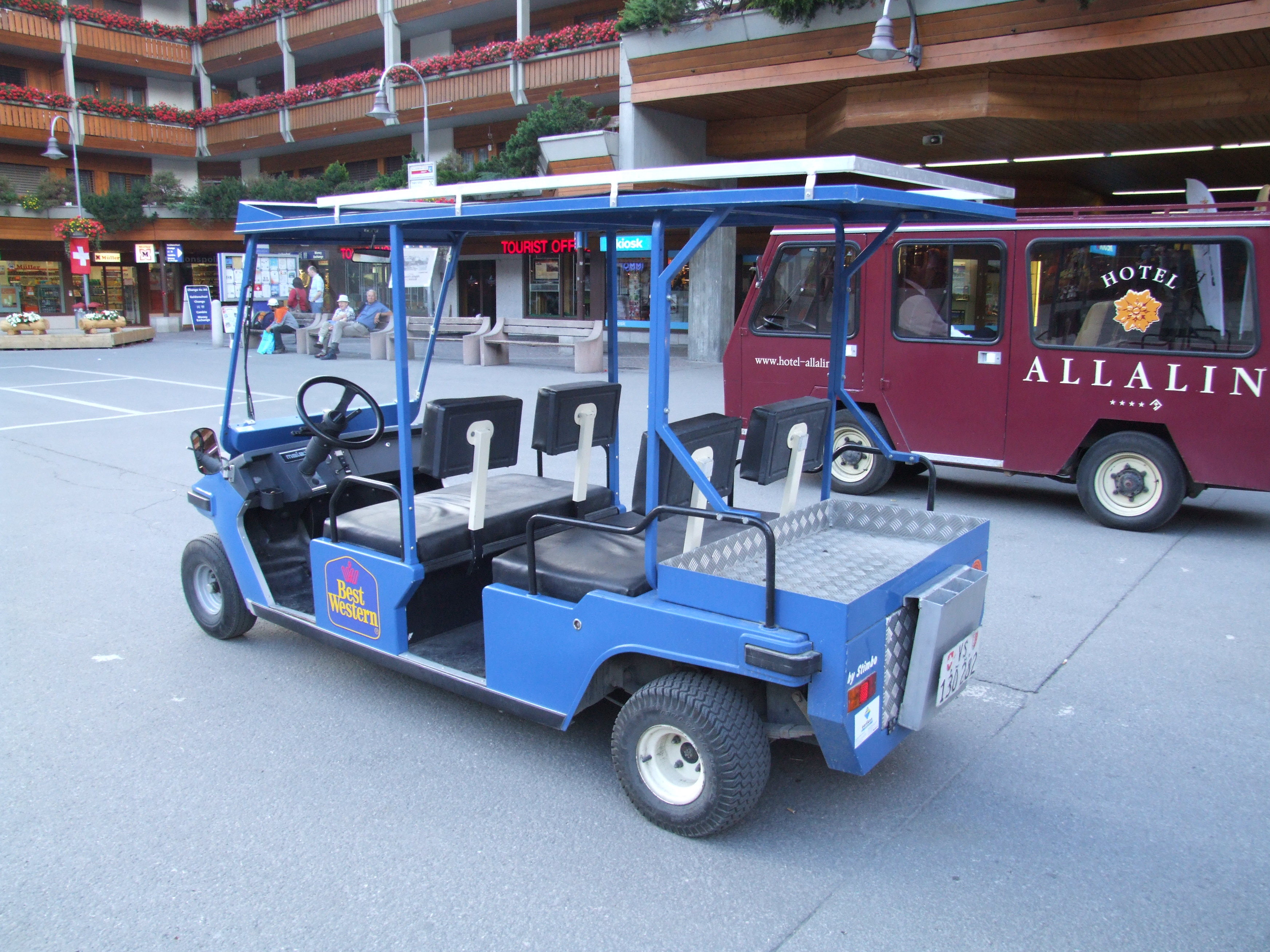
Polski pojazd elektryczny — Melex

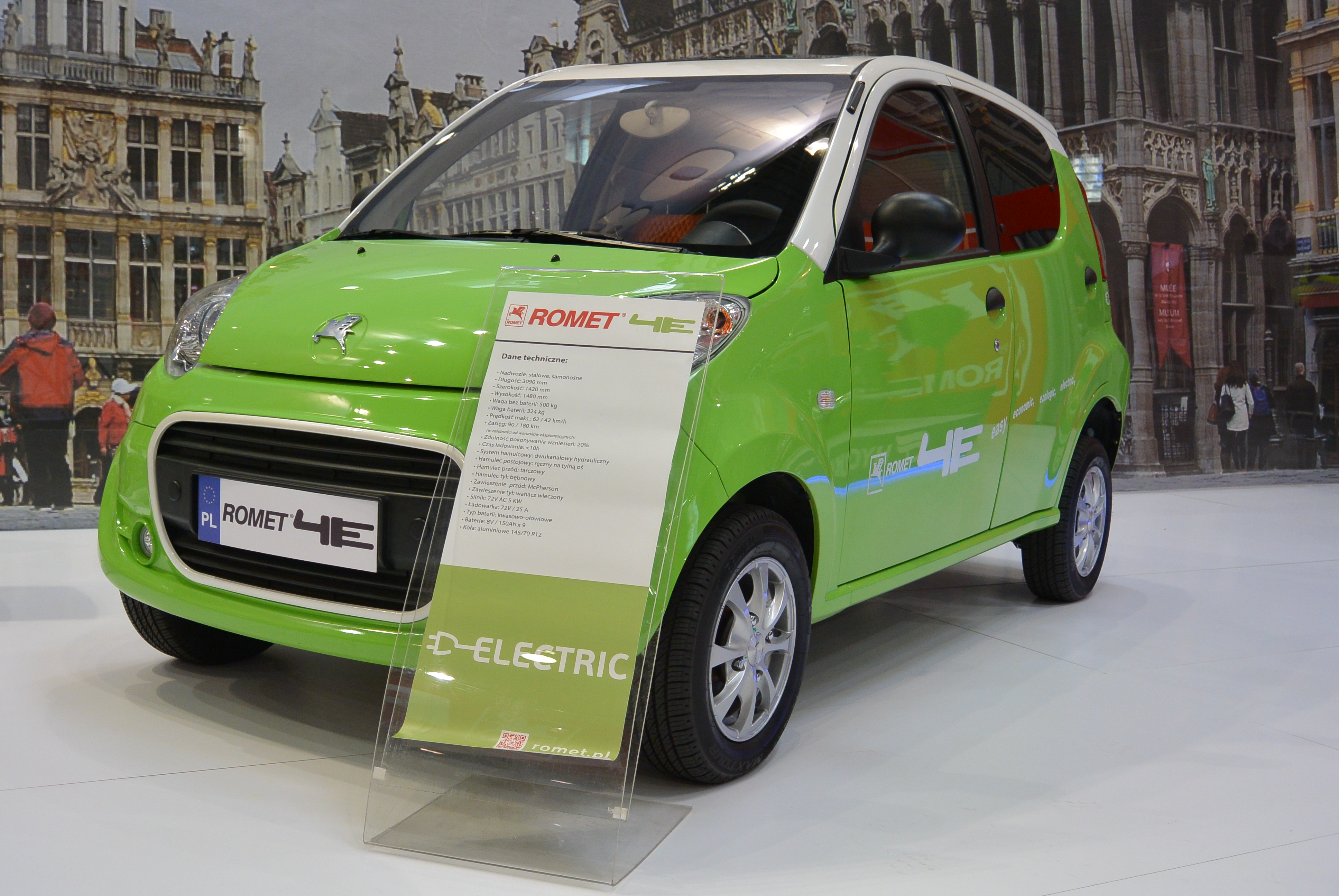
Romet 4E

W 1971 roku, w zakładach WSK w Mielcu (woj. podkarpackie) rozpoczęła się seryjna produkcja pojazdów elektrycznych Melex. Początkowo były to wyłącznie wózki golfowe, które trafiały przede wszystkim na rynek Stanów Zjednoczonych. Obecnie Melex działa jako niezależna firma i produkuje ponad 100 wersji pojazdów elektrycznych (pasażerskich, bagażowych i specjalnych). Umożliwiają one przewożenie do 1250 kg ładunku lub do 8 osób. Wśród pojazdów specjalnych znajdują się modele przeznaczone dla poczty, ambulanse i karawany pogrzebowe.
Zbigniew Kopeć w latach 90 przerobił prywatnie auto na elektryczne. Zarejestrowanie w Polsce zajęło mu 4 lata z powodu niezrozumienia tematu u urzędników.
W 2008 roku w Gdyni przy udziale Akademii Morskiej w Gdyni oraz miłośników i użytkowników pojazdów elektrycznych z całej Polski odbył się I Zlot Pojazdów Elektrycznych i Hybrydowych pod hasłem „Pożegnanie ropy”. Rok później w tym samym miejscu odbył się II Zlot Pojazdów Elektrycznych i Hybrydowych pod hasłem „Nowa era w motoryzacji”. Kolejne spotkania użytkowników pojazdów elektrycznych miały miejsce w 2011 i w 2012 w Żyrardowie. W 2017 roku była 7 edycja zlotu, gdzie pojawiły się również samochody z Ukrainy i Niemiec.
W 2012 roku polska firma Arkus & Romet Group wprowadziła na rynek miejski samochód elektryczny Romet 4E o zasięgu ok. 100 km.
W 2016 roku pojawiła się koncepcja produkcji polskiego samochodu elektrycznego pod nazwą Izera i została zarejestrowana spółka ElectroMobility Poland odpowiedzialna za ten projekt. 
3-go marca 2017 uruchomiona została w Polsce pierwsza publiczna wypożyczalnia skuterów elektrycznych pod marką Blinkee a w 2018 firma Lime uruchomiła wypożyczalnie hulajnóg elektrycznych.  

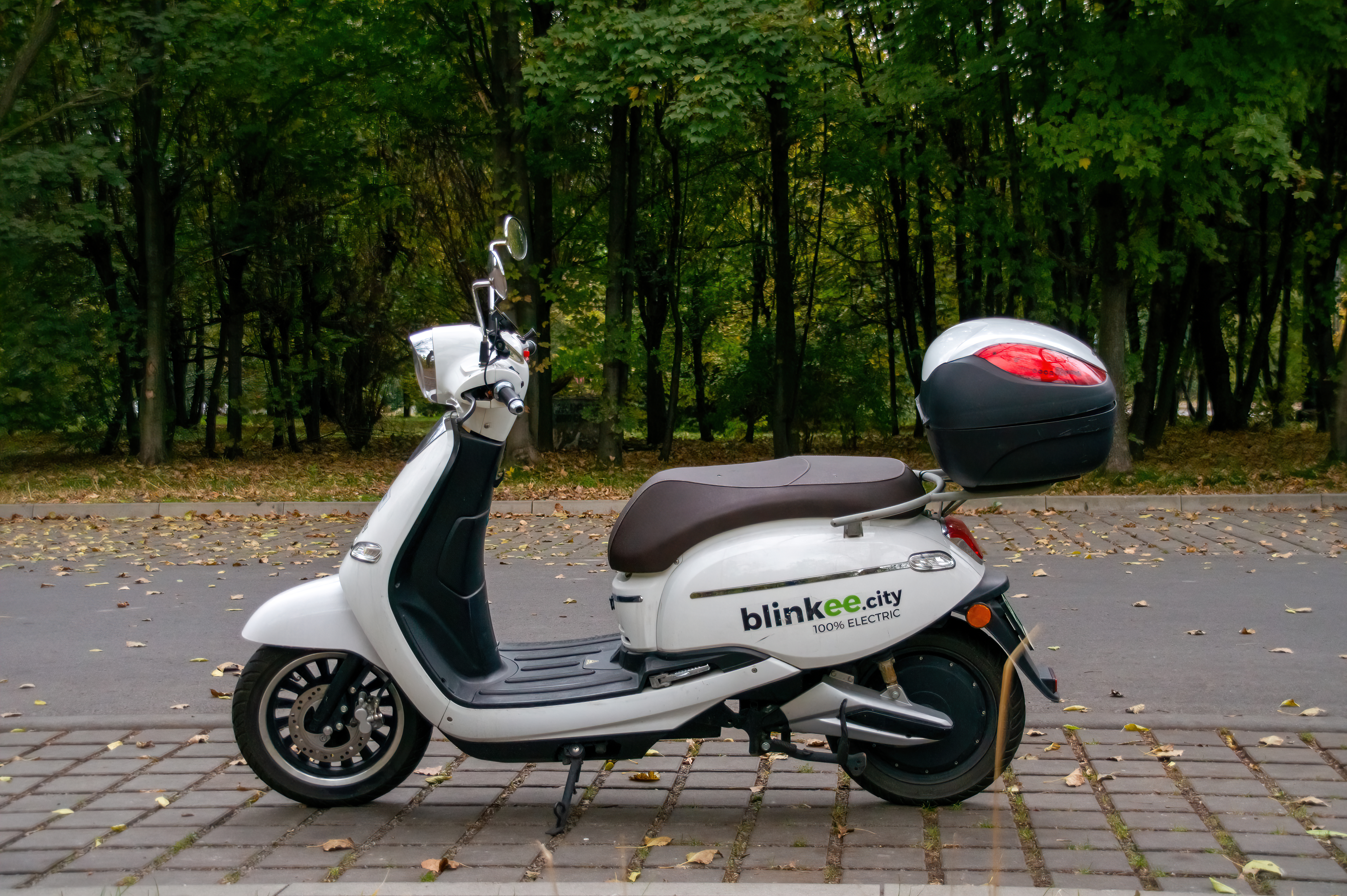
Skuter elektryczny Blinkee

W listopadzie 2017 roku we Wrocławiu została uruchomiona miejska wypożyczalnia samochodów elektrycznych zbudowana na bazie samochodów Nissan Leaf i oparta na modelu współdzielenia samochodu.
20 maja 2021 roku w życie weszły przepisy regulujące użytkowanie osobistych pojazdów elektrycznych w tym: hulajnóg elektrycznych, deskorolek elektrycznych, monocykli elektrycznych czy innych elektrycznych urządzeń transportu osobistego.

### Autobusy elektryczne

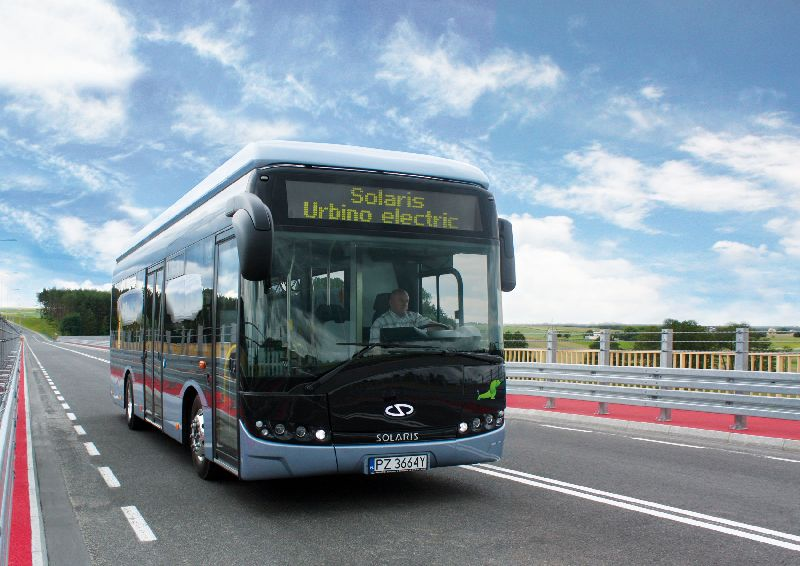
Autobusy elektryczne to stały element wielu polskich miast (na zdjęciu: Solaris Urbino 8,9 LE electric – pierwszy polski autobus elektryczny)

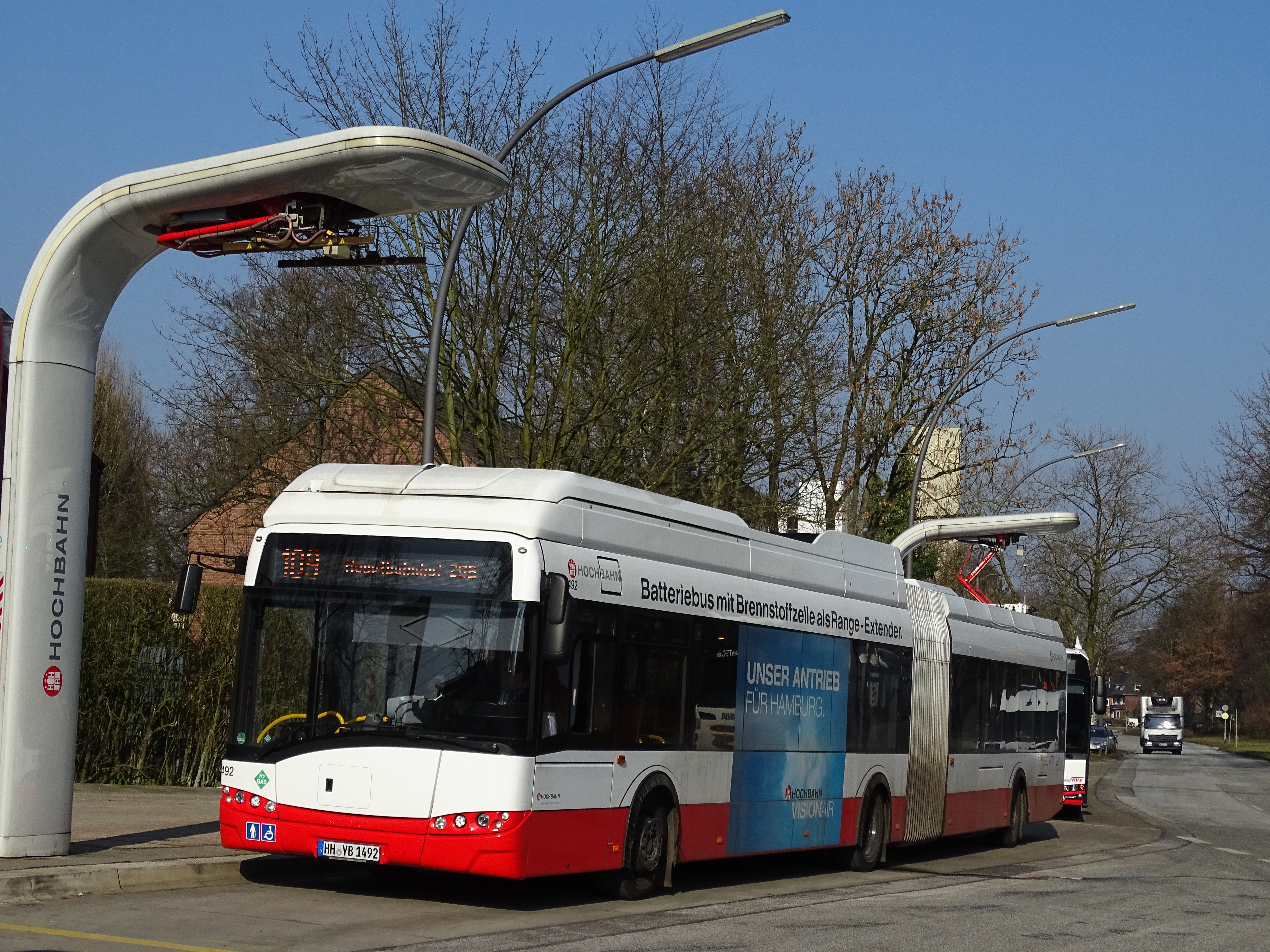
Solaris Urbino 18,75 electric ze wspomaganiem ogniwem paliwowym

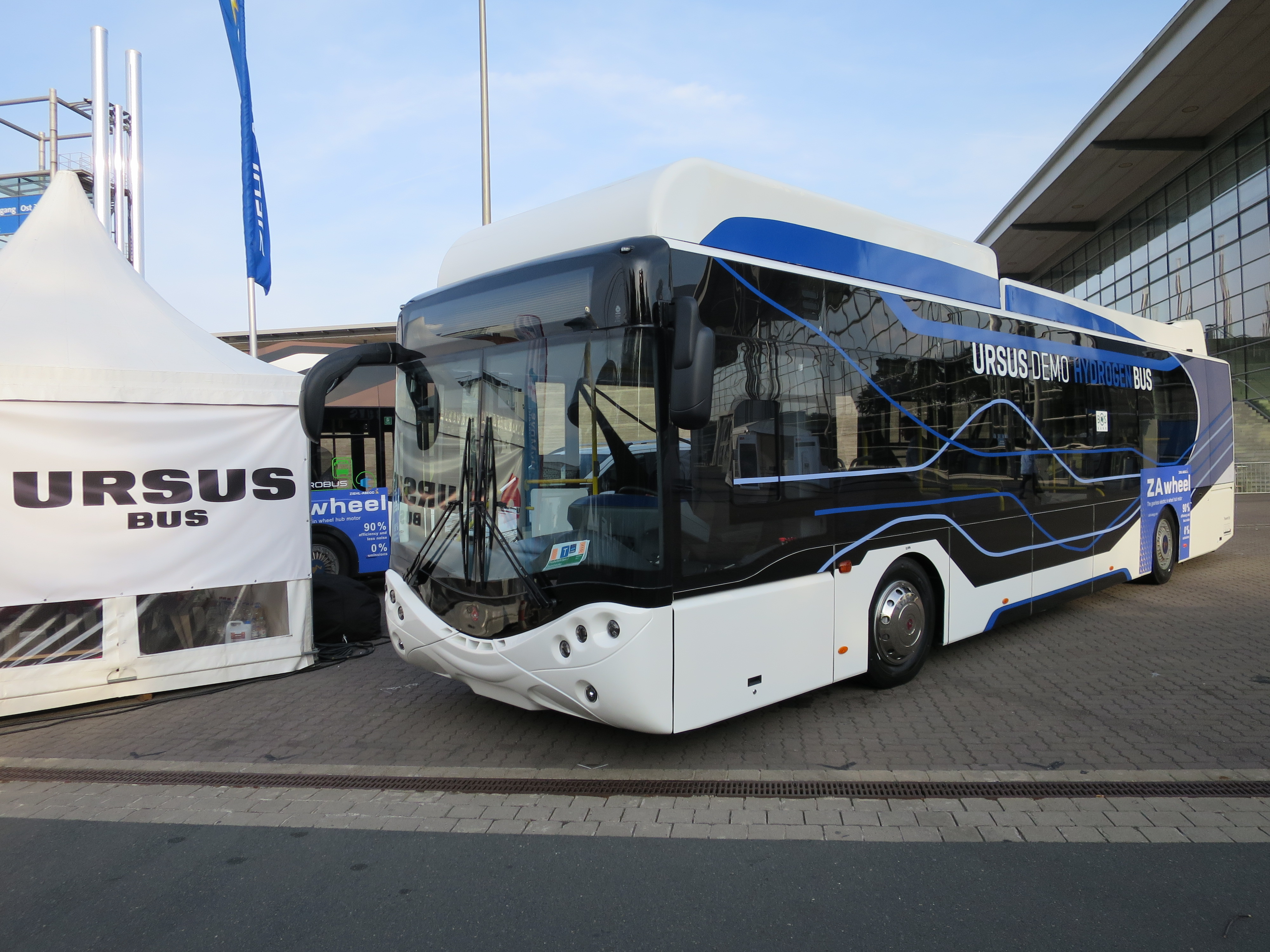
Ursus City Smile z napędem wodorowym

Pierwsze udane konstrukcje autobusów napędzanych elektrycznością datują się na schyłek XIX w.. Początkowe konstrukcje współistniały z pierwszymi tramwajami i autobusami, wówczas napędzanymi relatywnie słabymi silnikami spalinowymi. W 1907 r. w Londynie uruchomiono regularne linie elektrobusów. Obecnie ze względu na konieczność ograniczenia szkodliwej emisji i możliwość pozyskiwania energii elektrycznej z czystych źródeł, a także wskutek postępu technicznego w wytwarzaniu efektywnych źródeł energii, autobusy elektryczne, choć droższe od napędzanych silnikiem Diesla, coraz częściej są brane pod uwagę przez wielkie aglomeracje w krajach rozwiniętych.
Pierwszy polski autobus elektryczny – Solaris Urbino 8,9 LE electric – został zaprezentowany w 2011 roku podczas Międzynarodowych Targów Transportu Zbiorowego Transexpo w Kielcach. Pierwszym klientem na ten model był austriacki Klagenfurt. W 2013 roku polski producent zaprezentował też 12-metrową wersję bateryjnego autobusu – Solaris Urbino 12 electric, których pierwsze egzemplarze zaczęły jeździć w Czechach i Niemczech. Rok później producent zaprezentował także wersję przegubową napędzaną silnikiem elektrycznym. W 2014 r. producent dostarczył innowacyjne autobusy miejskie Solaris Urbino 18,75 electric do Hamburga, które jako dodatkowe źródło zasilania wykorzystują wodorowe ogniwo paliwowe. W 2016 roku Solaris Urbino 12 electric, jako pierwszy autobus elektryczny w historii został wyróżniony tytułem Autobus Roku 2017.
Solaris Bus & Coach jest największym europejskim producentem autobusów elektrycznych. Produkcją takich pojazdów w Polsce zajmuje się także przedsiębiorstwo Ursus Bus, a na rynku europejskim także m.in. BYD, Irizar, VDL Bus & Coach. Autobusy elektryczne zaprezentowały także firmy MAN i Mercedes-Benz.
W 2016 na targach motoryzacyjnych w Hanowerze został zaprezentowany polski miejski autobus z napędem wodorowym, wyposażony w ogniwa paliwowe, o zasięgu między tankowaniami 400 km – Ursus City Smile Fuel Cell Electric Bus. Premierę autobusu o napędzie wodorowym planuje również Solaris z modelem Solaris Urbino 12 hydrogen.
Autobusy elektryczne w Polsce są eksploatowane m.in. w Warszawie, Zielonej Górze, Krakowie, Jaworznie i Toruniu.

## Sprzedaż w Europie
Przez sześć miesięcy 2016 r. w 27 państwach Unii Europejskiej (dane dla Malty są niedostępne) i trzech krajach EFTA (Szwajcaria, Norwegia, Islandia) zarejestrowano łącznie 8 090 870 nowych samochodów osobowych. Z tej liczby 44 381 to auta elektryczne (co stanowi 0,55% całości rejestracji), 50 855 szt. hybrydy plug-in, czyli z możliwością ładowania akumulatorów z gniazdka, oraz auta zasilane wodorem (łączny udział 0,63%). Kolejne 1,8% rynku należy do hybryd, których zarejestrowano w pół roku blisko 145 000 sztuk. W Polsce trendy są odmienne. Z racji wysokich cen (szczególnie w relacji do zarobków) i kiepskiej infrastruktury pozwalającej na ładowanie akumulatorów, auta elektryczne praktycznie się nie sprzedają. W pierwszym półroczu 2016 r. zarejestrowano ich jedynie 33 sztuki, a hybrydy typu plug-in znalazły 170 nabywców. Popularność zyskały za to hybrydy – rejestracja 4510 sztuk (lider: Toyota Auris – 2026 szt.). Stawia nas to na 9. miejscu w Europie w kategorii hybryd.
Z przeprowadzonych analiz Cambridge Econometrics wynika, że w 2020 roku 35% autobusów komunikacji miejskiej będzie miało zelektryfikowany napęd, z czego 20% będą stanowiły autobusy bateryjne, 10% autobus z napędem typu plug-in hybrid, a 5% z nich będzie wyposażone w silniki hybrydowe. Zdaniem autorów raportu, w związku z przewidywanym stałym spadkiem ceny baterii oraz z dużo niższymi kosztami eksploatacji w porównaniu do innych napędów, w tym samym scenariuszu przewiduje się, że w 2050 roku wszystkie autobusy komunikacji miejskiej będą pojazdami w całości lub części elektrycznymi. Wiele krajów Europy przyjęło założenia w zakresie inwestycji w tabor autobusów elektrycznych i ich finansowego wsparcia.
Łączna liczba zamówionych autobusów elektrycznych w Europie stale rośnie. Jeszcze w 2013 roku były to 122 autobusy, rok później już 156 (wzrost o 27%). W 2015 roku liczba zarejestrowanych autobusów wyniosła 248 (wzrost o 58%). 2016 zakończono z liczbą 376 autobusów elektrycznych, z kolei w roku 2017 zanotowano liczbę rejestracji na poziomie 1051, co stanowi wzrost o 279%. W zestawieniu uwzględniono autobusy elektryczne, wodorowe oraz hybrydowe plug-in.

## Źródło energii
Energia używana w pojeździe do napędu silnika elektrycznego może być:
- zmagazynowana wcześniej w pokładowych akumulatorach,
- zmagazynowana w pokładowych akumulatorach doładowywanych przez prądnice,
- generowana bezpośrednio z silnika spalinowego,
- generowana bezpośrednio w czasie reakcji zachodzących w ogniwie paliwowym,
- uzyskiwana z bezpośredniego połączenia z siecią energetyczną (np. kolej, tramwaje, trolejbusy).

## Zalety napędu elektrycznego

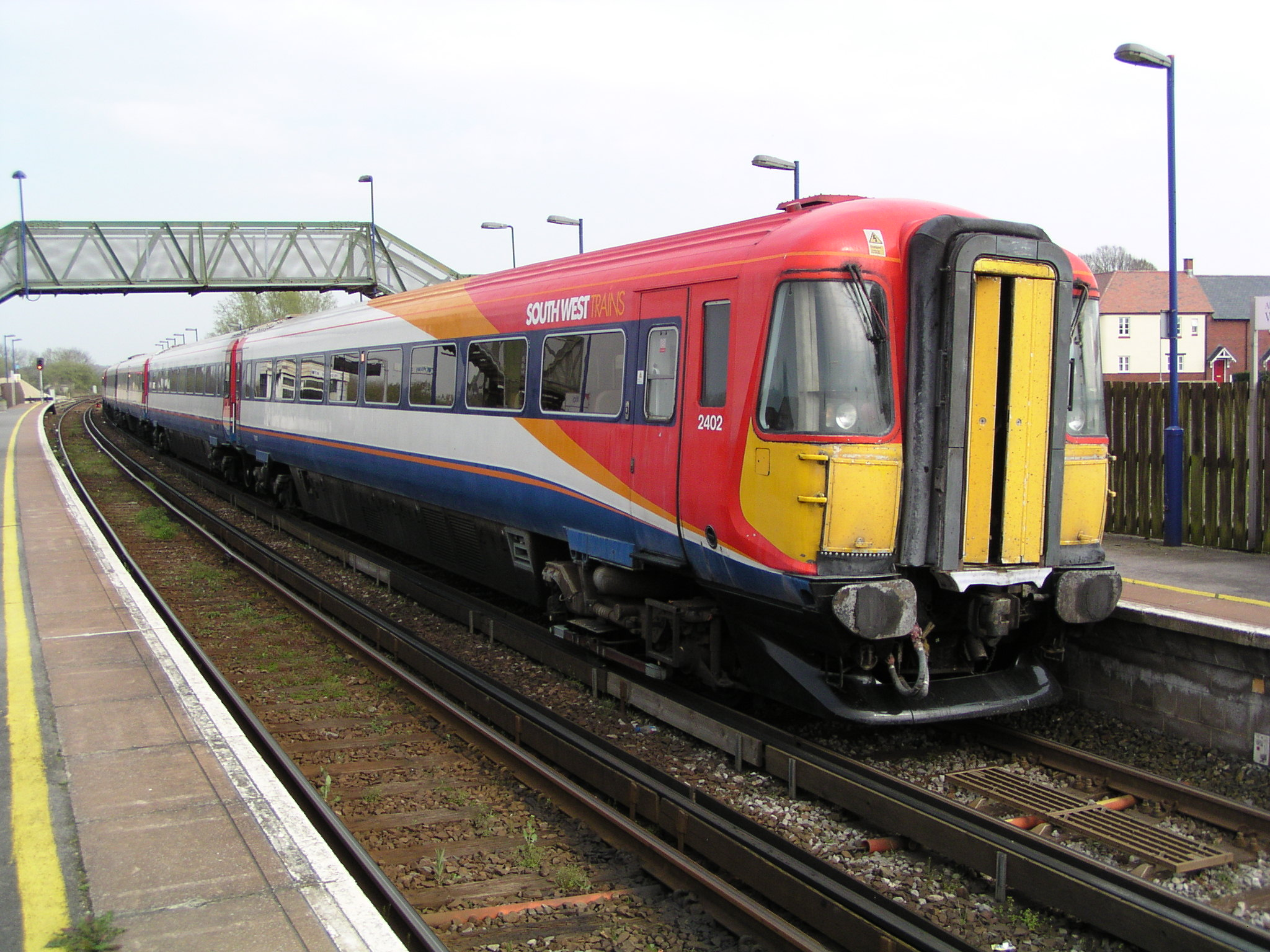
Zespół trakcyjny zasilany przez trzecią szynę

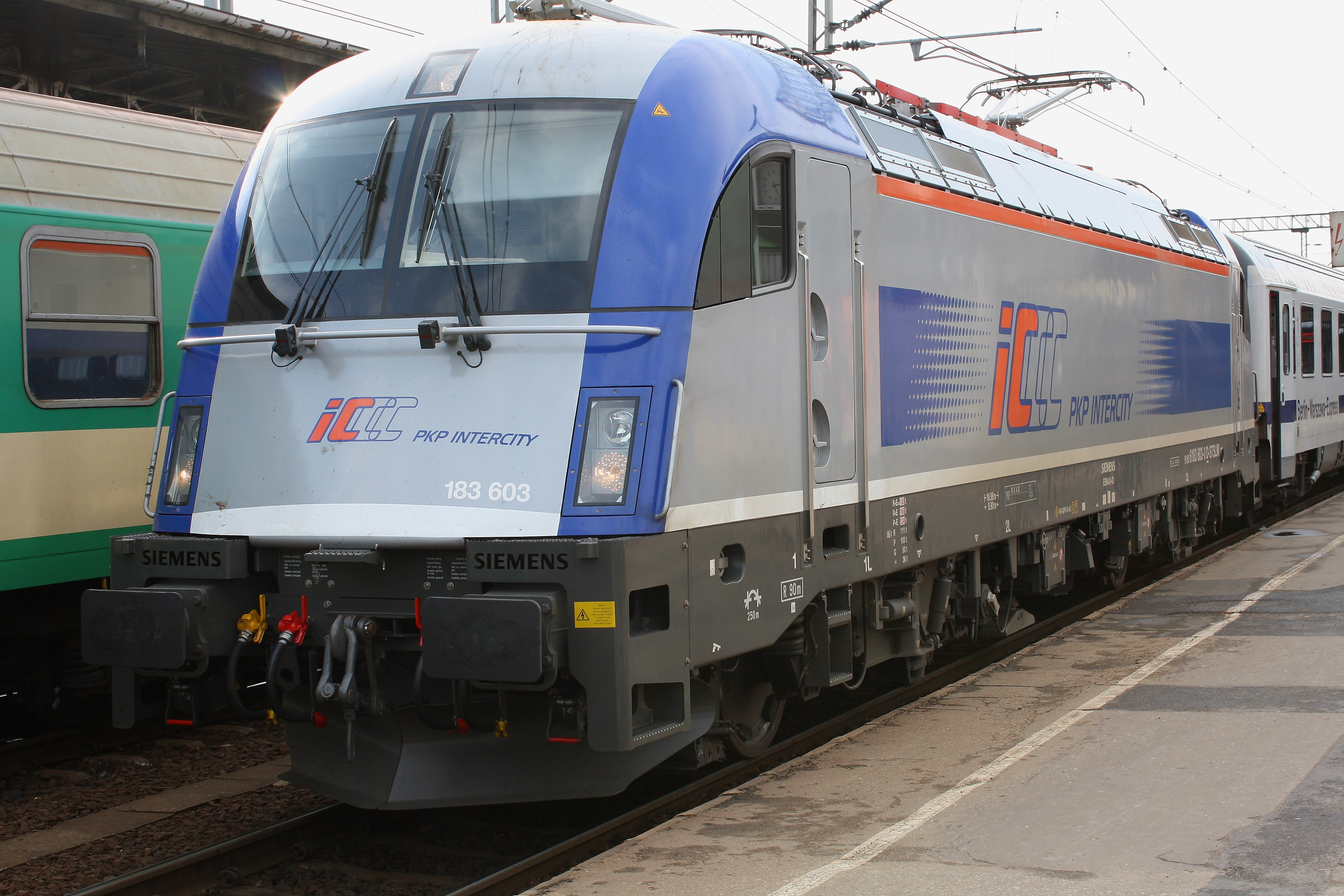
Lokomotywa elektryczna

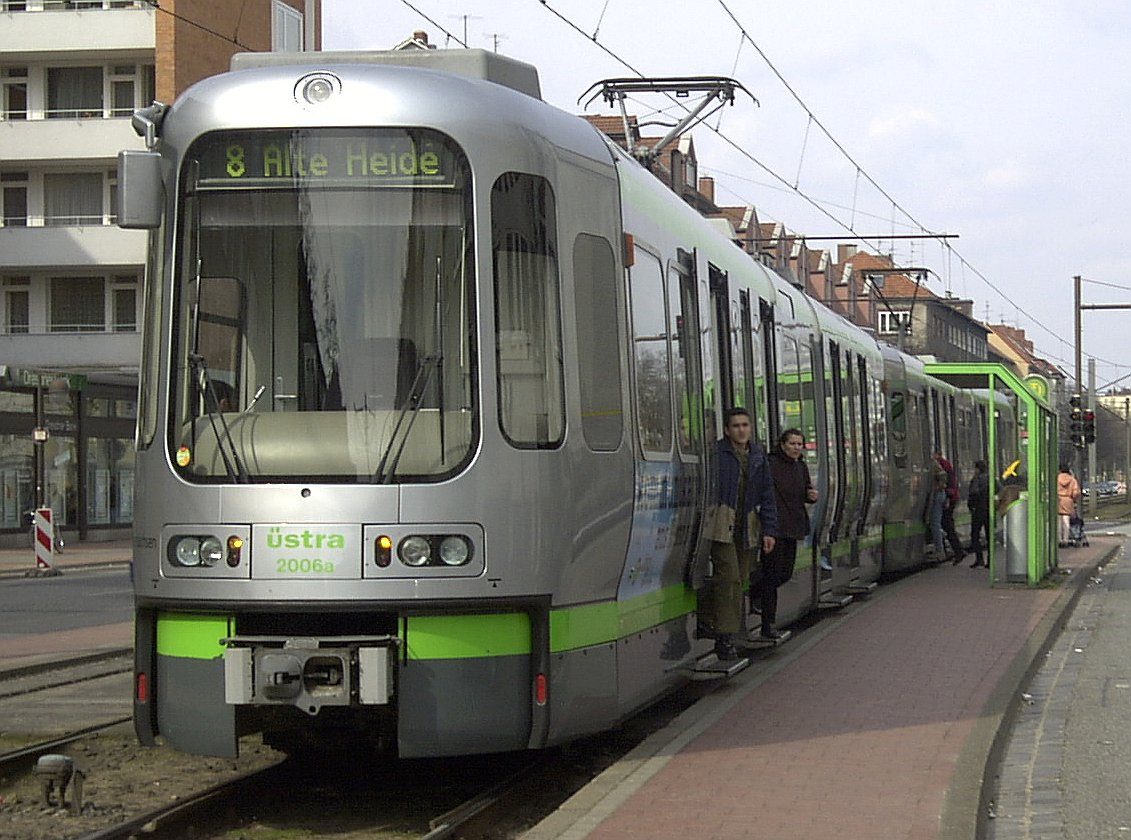
Tramwaj elektryczny

- Stosunkowo niski koszt eksploatacji w porównaniu do paliw płynnych ze względu na wysoki podatek akcyzowy na te ostatnie. Szacowany koszt przejechania 100 km polskim samochodem Romet 4E to ok. 5 zł[16].
- Silniki elektryczne nie posiadają obiegu oleju, dodatkowo często chłodzone są powietrzem, co dodatkowo obniża koszty eksploatacji (o 0,01-0,015 zł/km)
- Koszty energii elektrycznej są bardziej przewidywalne niż ceny gazu albo ropy, mniej uzależnione od wydarzeń międzynarodowych. Rozwój komunikacji elektrycznej zmniejsza zależność kraju od ropy naftowej, a tym samym zależność kraju od manipulacji cenami na rynkach naftowych, oznacza spadek zużycia energii przez pojazd nawet o 90%, a to dlatego, że sprawność pojazdów z napędem elektrycznym wynosi ok. 75–80%, podczas gdy pojazdów spalinowych ledwie ok. 35–40%. Silniki elektryczne są tańsze w eksploatacji (koszt przejechania 100 km samochodem osobowym zamyka się w kwocie 2-5 zł[35][a], w zależności od prędkości pojazdu i kosztów 1 kWh). Ładowanie akumulatorów w nocy może przyczynić się do redukcji kosztów eksploatacji (koszty związane z utrzymaniem sieci w przypadku, gdy ilość przesyłanej przez nią energii elektrycznej jest znikoma) i wyrównywania obciążenia sieci energetycznej. Nawet gdy są zasilane energią elektryczną wytwarzaną na drodze spalania węgla, to i tak są o bardziej efektywne i mniej zanieczyszczają środowisko niż pojazdy z silnikami spalinowymi.
- Zastosowanie silnika elektrycznego sprawia, że jest łatwo sterowalny, posiada najwyższą efektywność konwersji energii na ruch (ponad 90% a niektóre modele nawet 98%) oraz jest o wiele prostszy w konstrukcji. Silnik elektryczny posiada wysoki moment obrotowy już od pierwszych obrotów do maksymalnych, a dzięki płynnej regulacji obrotów możemy wyeliminować niezbędną w tradycyjnych pojazdach skrzynię biegów.
- Bardzo ważną, zwłaszcza w komunikacji miejskiej, zaletą jest to, że są to pojazdy cichsze i czyste ekologicznie, a przez to nawet w dużej liczbie bardziej znośne dla otoczenia.
- Silnik elektryczny jest w stanie odzyskiwać prąd w czasie hamowania (zachowując się wówczas jako prądnica). Zastosowanie hamowania regeneracyjnego zwiększa, w zależności od stylu jazdy, o około 5–20% wydajność pojazdu.
- W sytuacji wypadku drogowego zmniejszają ryzyko detonacji pojazdu oraz poparzenia lub spalenia się osób podróżujących. Zmniejszone jest również ryzyko detonacji pojazdu podczas tankowania (baterie litowo-polimerowe mogą spowodować pożar, ale nie wybuch).
- Samochody z napędem elektrycznym są względnie tańsze w utrzymaniu, co jest spowodowane tańszymi średnimi kosztami napraw w porównaniu do napędu spalinowego oraz mniejszą awaryjnością[36].

## Wady napędu elektrycznego
Wśród wad samego napędu elektrycznego można wymienić:
- samochody elektryczne są bardzo ciche (nie robią hałasu) i przez to łatwiej o kolizję z pieszym (podobnie jak przy wypadkach z udziałem rowerzystów).

W związku z napędem elektrycznym często przytaczane przez przeciwników są wady teraźniejszych samochodów zasilanych z baterii:
- W przypadku tego samego modelu samochodu, elektryczny model odpowiednik może przejechać mniejszy dystans na jednym ładowaniu, niż spalinowy lub dieslowski odpowiednik. Jednak zasięgi pojazdów elektrycznych udaje się wydłużać. Dodatkowo czas ładowania jest znacznie dłuższy niż tankowania cieczy.
- po włączeniu ogrzewania lub klimatyzacji zasięg samochodu elektrycznego drastycznie spada (przy czym klimatyzacja zmniejsza też zasięg samochodu spalinowego, a ogrzewanie – praktycznie nie[b]);
- Ładowanie:
  - Do 2010 r. Długi okres ładowania akumulatorów 10–16 godzin. Ewentualne stacje wymiany akumulatorów podnoszą znacznie koszt eksploatacji;
  - Od 2011 r. Ładowanie trwa 45 minut. Zasięg samochodu 500 kilometrów;
- cena zakupu samochodu elektrycznego jest wyższa o co najmniej 30% od jego spalinowego odpowiednika (nierzadko są to nawet wielokrotności jego pierwotnej wartości).
- mniejszy bagażnik i ładowność (miejsce zajmują ciężkie akumulatory);
- komplet akumulatorów starcza na około 200 tys. km lub 10 lat;
- wysoki koszt zakupu nowych akumulatorów 10–12 tys. USD;
- skracanie się zasięgu wraz z zużywaniem się akumulatorów.

## Inne cechy

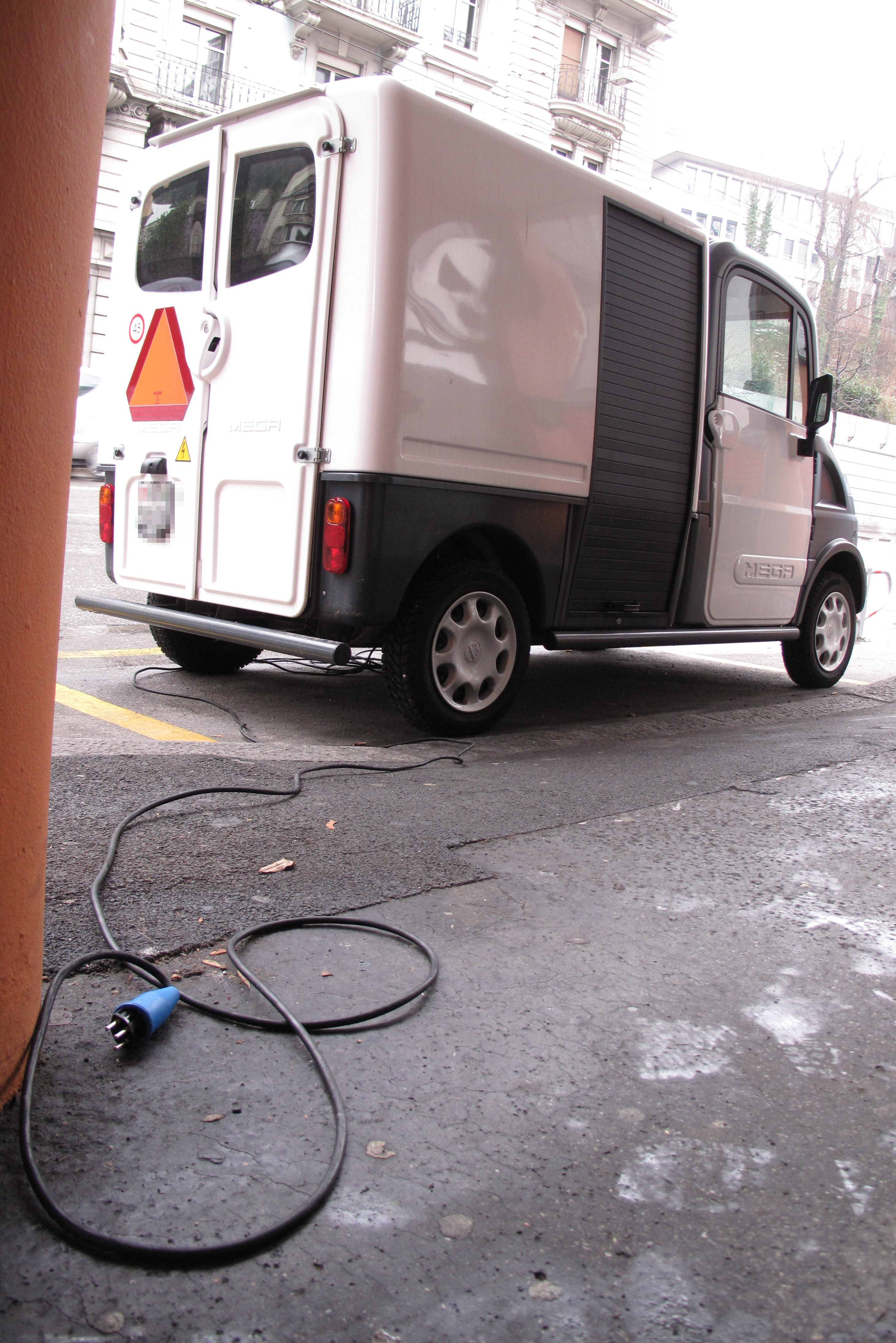
Samochód dostawczy zasilany energią elektryczną

- Do produkcji energii elektrycznej używa się takich metod jak spalanie węgla (0,58 kg CO2/kWh), spalanie gazu. Dlatego pojazdy elektryczne nie są pojazdami nie emitującymi zanieczyszczeń, chyba że energia przez nie zużywana pochodzi ze źródeł odnawialnych (energia słoneczna, wiatrowa, energia z falowania, energia z pływów, energia geotermiczna lub energia ze spadającej wody). W Polsce ok. 88% produkowanej energii elektrycznej pochodzi ze spalania węgla.
- Przy instalacjach wysokonapięciowych istnieje ryzyko porażenia prądem (napięcie powyżej 120V DC stanowi zagrożenie).

## Kontrowersje
Zróżnicowane oczekiwania użytkowników, jak i trudność w ocenie sumarycznego wpływu na środowisko, wygodę i otoczenie, powodują burzliwą dyskusję wśród zwolenników i przeciwników napędów elektrycznych. Dyskusja ta, gdy dotyczy samochodów, jest bardzo emocjonalna.
- Pojazd elektryczny jest znacznie wygodniejszym środkiem komunikacji niż jakikolwiek inny środek transportu – przeciwnicy twierdzą, że niczym się nie różni użytkowanie samochodu elektrycznego i spalinowego w warunkach miejskich. Zwolennicy twierdzą, że brak hałasu, wibracji, a także dużo większe możliwości manewrowe przy małych prędkościach (miejskich) są nieporównywalne z samochodem spalinowym.
- Podróż pojazdem elektrycznym zapewnia większy komfort i bogatsze wrażenia podczas jazdy – przeciwnicy zwracają uwagę na to, że samochód elektryczny jest tak samo wyposażony jak spalinowy. Zwolennicy zauważają, że nawet przy tym samym wyposażeniu, cisza i brak wibracji zwiększają komfort. Dla przykładu, można swobodnie rozmawiać, słuchać muzyki.
- Użycie elektryczności jest całkowicie ekologiczne: nie powiększa globalnego ocieplenia, nie powoduje emisji szkodliwych toksyn – fabryki i elektrownie zanieczyszczają środowisko, a są one niezbędne do działania samochodów elektrycznych. Ocena całkowitego wpływu na środowisko samochodów spalinowych i elektrycznych jest bardzo trudna i niejednoznaczna. Dla przykładu, kilometr przejechany samochodem elektrycznym w Niemczech i we Francji skutkuje różną ilością wyemitowanego do atmosfery CO2 (ponieważ w Niemczech większość energii jest z paliw kopalnych, a we Francji z elektrowni atomowych).

Nie ma jednoznacznego stanowiska odnośnie do wpływu cyklu produkcji i utylizacji na ślad węglowy. Z jednej strony pojawiają się stwierdzenia sugerujące, że:
- Z punktu widzenia ochrony środowiska pojazdy elektryczne nie emitują zanieczyszczeń w trakcie eksploatacji, ale ze względu na wciąż stosunkowo młodą technologię oraz duże wykorzystanie metali ziem rzadkich, proces produkcji emituje znacznie więcej zanieczyszczeń niż w przypadku samochodów spalinowych. Samochód elektryczny w momencie wypuszczenia na rynek jest odpowiedzialny za emisję ok. 14 ton CO2, samochód spalinowy – 6 ton. W krajach, w których większość elektryczności pochodzi z węgla, w całym okresie użytkowania samochód elektryczny będzie odpowiedzialny za emisję porównywalnej ilości CO2 jak samochód benzynowy. W krajach korzystających w większości z energii jądrowej lub odnawialnej samochód elektryczny wyemituje 24% mniej CO2[potrzebny przypis].

Z drugiej zaś, że:
- Proces produkcji emituje nieznacznie więcej zanieczyszczeń, niż w przypadku samochodów spalinowych. Z najnowszego raportu UCSUSA(inne języki) wynika, że w USA, samochód elektryczny w porównaniu do spalinowego wyprodukuje podczas swojego cyklu życia średnio od 51–53% CO2 mniej[37].

Międzynarodowa Organizacja Morska (IMO) w reakcji na odmienny charakter pożarów samochodów elektrycznych dąży do aktualizacji przepisów bezpieczeństwa. Według raportu towarzystwa ubezpieczeniowego Allianz samochody elektryczne zwiększają ryzyko niekontrolowanego pożaru na pokładzie  ze względu na brak odpowiedniego wyposażenia gaśniczego. Szczególnym ryzykiem jest uwalnianie tlenu przez akumulatory litowo-jonowe w przypadku zapalenia, co czyni dostępne gaśnice pianowe i proszkowe nieskutecznymi.
Norweskie towarzystwo „Havila Kystruten” prowadzące rejsy pasażerskie – także przy pomocy promów elektrycznych i hybrydowych – ze względu na wymóg odmiennych procedur gaśniczych zdecydowało się wprowadzić zakaz przewozu samochodów o napędach hybrydowym, elektrycznym oraz z ogniwami wodorowymi na pokładzie swoich promów.